# ماسائو آداچی
ماسائو آداچی (انگلیسی: Masao Adachi؛ زادهٔ ۱۳ مهٔ ۱۹۳۹) کارگردان فیلم، بازیگر، فیلم‌نامه‌نویس، تهیه‌کننده فیلم، و کارگردان فیلم اهل ژاپن است.